# Langdysser im Granskov
Die Langdysser im Granskov 1 + 2 liegen im Granskov auch Gravskov (Wald) zwischen Gammel Nyby und Ny Nyby auf der Insel Tåsinge in der Region Syddanmark in Dänemark. Die Dolmen stammen aus der Jungsteinzeit etwa 3500–2800 v. Chr. und sind Megalithanlagen der Trichterbecherkultur (TBK).
 
Der Nordost-Südwest orientierte Langdysse 1 Nr. 4117: 23 (55° 1′ 42″ N, 10° 36′ 55″ O) liegt in Fortsetzung von Langhügel 2 Nr. 4117: 24 (55° 1′ 45″ N, 10° 37′ 0″ O) und gehörte wahrscheinlich dazu, so dass sie ursprünglich einen gemeinsamen Langdysse bildeten.
Am Nordende des über 40,0 m langen und über 11,0 m breiten Langhügel 1 befindet sich eine tiefe Grube, an deren Ostseite zwei große, liegende Steine möglicherweise den Rand überschritten. Am Südende sind die Oberseiten von fünf großen Felsen einer polygonalen Kammer mit einem inneren Durchmesser von mindestens 2,0 m und der (nicht erkennbaren) Öffnung im Osten zu sehen.
An der Nordwestecke des 2,0 m hohen, etwa 33,0 m langen und 16,0 m breiten Langhügel 2 liegen vier sehr große Randsteine. Zwei andere (1976 noch registrierte) scheinen entfernt worden zu sein. Am Südende des Hügels liegt eine etwa 4,0 × 1,8 m messende Ganggrabkammer. Insgesamt sind acht Tragsteine zu sehen; Das Nordende ist nicht erhalten. Eine steinlose Gangmulde im Osten ist 4,0 bis 5,0 m lang. Nördlich der Kammer liegt eine größere, trogförmige, etwa 0,5 m tiefe Grube im Hügel, möglicherweise der Platz einer anderen Kammer.
In der Nähe liegt der Ingers Høj.